# 卡萨尔奇普拉诺
卡萨尔奇普拉诺（義大利語：Casalciprano），是意大利坎波巴索省的一个市镇。总面积19平方公里，人口587人，人口密度30.9人/平方公里（2009年）。ISTAT代码为070012。